# Lawotschkin La-11
Die Lawotschkin La-11 (russisch Лавочкин Ла-11, NATO-Codename: Fang, deutsch: Reißzahn) war ein sowjetisches Jagdflugzeug der Nachkriegszeit. Mit ihr ging die Ära der kolbenmotorgetriebenen Flugzeuge aus dem Konstruktionsbüro Lawotschkin zu Ende, danach folgten nur noch strahlgetriebene Jäger.

## Geschichte
Die La-11 ging als Weiterentwicklung aus der Vorgängerversion Lawotschkin La-9 mit der Maßgabe hervor, dem Flugzeug eine größere Reichweite zu verleihen. Das Ziel war, das Modell als Begleitjäger für Bombenflugzeuge wie die Tupolew Tu-2 oder die Tupolew Tu-4 einsetzen zu können. Dementsprechend wurde die Treibstoffkapazität erhöht, die La-11 büßte auch eine Bordwaffe gegenüber dem Vorgängermodell ein, die Aerodynamik wurde durch Laminarflügel verbessert. Ansonsten unterschieden sich beide Konstruktionen nur unwesentlich. Die Reichweite konnte mit diesen Anpassungen auf das Vierfache gesteigert werden, jedoch litten die Flugleistungen der Maschine darunter.
Die La-11 kam im Zweiten Weltkrieg nicht mehr zum Einsatz, der Prototyp absolvierte erst 1947 seinen Erstflug. Die rapiden Fortschritte bei der Entwicklung der Turbinentriebwerke ließen Jagdflugzeuge dieses Zuschnitts schnell veralten. Die Sowjetunion stellte das Flugzeug befreundeten Staaten wie China und Nordkorea zur Verfügung, so kam es auch in den Anfangsjahren des Koreakrieges zum Einsatz. Dort hatten die Lawotschkins den modernen Entwicklungen des Düsenzeitalters wenig entgegenzusetzen, die Zukunft gehörte den strahlgetriebenen Jägern wie der MiG-15 oder der F-86.
Während des Kalten Krieges wurde ein US-amerikanischer Seeaufklärer vom Typ Lockheed P2V-3W der VP-6 am 6. November 1951 von zwei La-11 des 88. IAP über dem Japanischen Meer abgeschossen. Die zehn US-Besatzungsmitglieder gelten bis heute als vermisst. Am 7. Oktober 1952 wurde eine Boeing RB-29 der US Air Force (91st SRS) nördlich der japanischen Insel Hokkaidō von zwei La-11 des 368. IAP abgeschossen. Zuvor war bereits am 8. April 1950 eine PB4Y-2 Privateer der VP-26 von vier La-11 über der Ostsee abgefangen und vor der Küste Lettlands abgeschossen worden. Die zehnköpfige Besatzung wurde beim Absturz getötet.

## Technische Daten
| Kenngröße             | Daten                                                                                      |
| --------------------- | ------------------------------------------------------------------------------------------ |
| Baujahre              | 1947–1951                                                                                  |
| Hersteller            | Flugzeugwerk Nr. 21 Gorki                                                                  |
| Konstrukteur          | Semjon Lawotschkin                                                                         |
| Besatzung             | 1                                                                                          |
| Länge                 | 8,62 m                                                                                     |
| Spannweite            | 10,62 m                                                                                    |
| Höhe                  | 3,47 m                                                                                     |
| Flügelfläche          | 17,6 m²                                                                                    |
| Flügelstreckung       | 6,4                                                                                        |
| Nutzlast              | 970 kg                                                                                     |
| Startmasse            | 3.730 kg                                                                                   |
| Triebwerk             | 1 × 14-Zylinder-Doppelsternmotor ASch-82FN mit 1.850 PS (ca. 1.360 kW), Direkteinspritzung |
| Höchstgeschwindigkeit | 674 km/h                                                                                   |
| Dienstgipfelhöhe      | 10.250 m                                                                                   |
| Reichweite            | 2.235 km                                                                                   |
| Bewaffnung            | 3 × 23-mm-Maschinenkanone NS-23                                                            |